# Glozhene Cove
Die Glozhene Cove (englisch; bulgarisch залив Гложене saliw Gloschene) ist eine 0,7 km breite und 0,4 km lange Bucht an der Nordwestküste von Smith Island im Archipel der Südlichen Shetlandinseln. Sie liegt westlich des Kap Smith, das sie von der südöstlich liegenden Muevski Cove trennt.
Bulgarische Wissenschaftler kartierten sie 2008. Die bulgarische Kommission für Antarktische Geographische Namen benannte sie im selben Jahr nach der Ortschaft Gloschene und ein gleichnamiges Kloster, die sich beide im Norden Bulgariens befinden.